# Олд-Браунсборо (Кентуккі)
Олд-Браунсборо (англ. Old Brownsboro Place) — місто (англ. city) в США, в окрузі Джефферсон штату Кентуккі. Населення — 376 осіб (2020).

## Географія
Олд-Браунсборо розташований за координатами 38°17′21″ пн. ш. 85°36′47″ зх. д. / 38.28917° пн. ш. 85.61306° зх. д. (38.289280, -85.613135).  За даними Бюро перепису населення США в 2010 році місто мало площу 0,35 км², з яких 0,34 км² — суходіл та 0,01 км² — водойми.

## Демографія
Згідно з переписом 2010 року, у місті мешкали 353 особи в 147 домогосподарствах у складі 120 родин. Густота населення становила 1015 осіб/км².  Було 152 помешкання (437/км²).
Расовий склад населення:
| - 95,2 % — білих - 2,5 % — чорних або афроамериканців - 2,0 % — азіатів |

До двох чи більше рас належало 0,3 %. Частка іспаномовних становила 2,0 % від усіх жителів.
За віковим діапазоном населення розподілялося таким чином: 19,3 % — особи молодші 18 років, 55,2 % — особи у віці 18—64 років, 25,5 % — особи у віці 65 років та старші. Медіана віку мешканця становила 53,9 року. На 100 осіб жіночої статі у місті припадало 94,0 чоловіків;  на 100 жінок у віці від 18 років та старших — 92,6 чоловіків також старших 18 років.
Середній дохід на одне домашнє господарство  становив 132 400 доларів США (медіана — 115 833), а середній дохід на одну сім'ю — 143 670 доларів (медіана — 134 375). Медіана доходів становила 87 500 доларів для чоловіків та 62 500 доларів для жінок. За межею бідності перебувало 1,0 % осіб, у тому числі 0,0 % дітей у віці до 18 років та 1,3 % осіб у віці 65 років та старших.
Цивільне працевлаштоване населення становило 190 осіб. Основні галузі зайнятості: освіта, охорона здоров'я та соціальна допомога — 30,5 %, фінанси, страхування та нерухомість — 18,9 %, науковці, спеціалісти, менеджери — 11,1 %, роздрібна торгівля — 6,8 %.